# ویلهلم بر
 ویلهلم بر (انگلیسی: Wilhelm Beer؛ ۴ ژانویهٔ ۱۷۹۷ – ۲۷ مارس ۱۸۵۰) یک دانشمند اهل آلمان بود. او در سال ۱۸۳۰ میلادی به همراه یوهان هینریش فان مادلر نقشه‌ای از سطح سیاره مریخ تهیه کردند.